# UFC 143
UFC 143: Diaz vs. Condit foi um evento artes marciais mistas organizado pela Ultimate Fighting Championship em 4 de fevereiro de 2012 no Mandalay Bay Events Center em Las Vegas, Nevada.

## Background
Georges St-Pierre estava originalmente marcado para defender seu cinturão da categoria Meio-Médio contra Nick Diaz no evento principal. Porém, em 7 de dezembro de 2011 foi revelado que St-Pierre estava lesionado e não poderia participar da luta. Diaz foi escalado para lutar contra Carlos Condit, disputando o Cinturão Interino da categoria. O oponente original de Condit, Josh Koscheck, lutou contra Mike Pierce neste evento.
Erik Koch era esperado para lutar com Dustin Poirier, mas lesionou-se e sera substituido por Ricardo Lamas. Porém, Lamas acabou se machucou e foi substituído por Max Holloway.
Amir Sadollah também estava marcado para lutar com Jorge Lopez no evento, mas devido a uma lesão foi substituído por Matt Riddle.
Um episódio do UFC Primetime retornou para promover o evento principal.
Justin Edwards era esperado para lutar com Stephen Thompson, mas também se machucou e foi trocado por Daniel Stittgen.

## Card Oficial
Nota 1 Pelo Cinturão Interino Meio-Médio do UFC.

## Bônus da Noite
Os lutadores receberam US$ 65 mil.
- Luta da Noite (Fight of the Night):  Roy Nelson vs  Fabricio Werdum
- Nocaute da Noite (Knockout of the Night):  Stephen Thompson
- Finalização da Noite (Submission of the Night):  Dustin Poirier